# بات حين
بات حين مستوطنة إسرائيلية أقيمت عام 1967 على أراضي قضاء طولكرم.

## السكان
بلغ عدد سكان مستوطنة بات حين يام 411 نسمة عام 2018.